# Henry Augustus Rowland
Pour les articles homonymes, voir Rowland.
Henry Augustus Rowland (27 novembre 1848 - 16 avril 1901) est un physicien américain.

## Biographie
Rowland naît à Honesdale en Pennsylvanie. Après ses études au Rensselaer Polytechnic Institute il travaille pendant une courte période comme ingénieur dans les chemins de fer. Il effectue ensuite un cours passage à Wooster (en) en 1871 comme professeur de physique puis il retourne à l'institut polytechnique en tant que professeur assistant.
En 1876 il prend la direction du département de physique de l'université Johns-Hopkins qui vient d'être créé. Il part d'abord en Europe pour étudier ses laboratoires et acheter du matériel. Il travaille dans le laboratoire de Hermann Ludwig von Helmholtz. De retour aux États-Unis il passe les 25 années suivantes à faire de la recherche, Rowland donne peu d'attention à l'administration et à l'enseignement. Il est très déçu par le peu de cas qui est fait de la recherche pure dans son pays à cette époque. Lors d'un meeting de l'American Association for the Advancement of Science il déclare « nos collèges et nos université font peu de cas des personnalités de premier plan, j'ai même entendu dire d'un membre d'un collège bien connu qu'aucun professeur ne devrait s'engager dans la recherche car c'est une perte de temps ».
Il se marie en 1890, peu de temps avant d'apprendre qu'il est en train de mourir du diabète. Dans les dix dernières années de sa vie il prend plusieurs brevets dans le domaine de la télégraphie pour assurer la sécurité matérielle de sa famille. Pendant la même période, il est aussi un des principaux fondateurs de l'American Physical Society.
Rowland fait partie d'un bon nombre de sociétés savantes: il est, entre autres, membre étranger de la Royal Society, de l'Académie des sciences, de la Royal Astronomical Society, dans son propre pays, de la National Academy of Sciences, de l'American Physical Society, dont il sera président, et de l'American Philosophical Society. Il reçoit plusieurs prix, la médaille Rumford en 1883, la médaille Henry Draper en 1890, la légion d'honneur etc. Le cratère Rowland (en) porte son nom.

## Recherches
Les premières recherches publiées de Rowland débutent vers 1872; il expérimente sur la magnétisation du fer tout en donnant des fondements théoriques à ses expériences. Il tente de publier un article sur la perméabilité magnétique aux États-Unis dans une revue qui le lui retourne sans le publier en lui disant qu'en supprimant la partie théorique, la qualité de l'article serait améliorée. Rowland envoie alors cet article à James Clerk Maxwell qui le fait publier dans le Philosophical Magazine après avoir corrigé lui-même les épreuves.
Pendant sa tournée européenne des laboratoires de physique, il conduit une expérience qu'il n'avait pu faire par manque de matériel. Il démontre qu'un disque chargé électriquement en rotation rapide produit un champ magnétique. À l'époque les équations de Maxwell suscitent des débats vigoureux et le travail de Rowland est vu avec intérêt.
De retour aux États-Unis, il effectue de nouvelles mesures de la valeur absolue de l'ohm, qui est à l'époque défini comme la résistance d'une colonne de mercure de 106 cm de hauteur et d'un millimètre carré de section. Les mesures avaient été faites par la British Association et Rowland montre qu'elles n'étaient  pas correctes. Rowland mesure aussi le ratio des unités électriques et l'absorption d'électricité par des cristaux. C'est aussi Rowland qui suggère les expériences qui conduisent à la découverte de l'effet Hall.
Rowland étudie aussi l'équivalence mécanique de la chaleur; il découvre que la chaleur spécifique de l'eau n'est pas constante lorsque la température varie, alors que James Prescott Joule avait présumé l'inverse.
En 1881 il se tourne vers la spectrométrie. Il construit une machine pour fabriquer des réseaux de diffraction. Pendant la construction de cette machine, il corrige des défauts qui apparaissaient sur les réseaux précédemment construits. Rowland écrit un article dans l'Encyclopædia Britannica, 9e édition, sur sa technique de fabrication de vis qui corrige un de ces défauts. Il a ensuite l'idée de fabriquer des réseaux de diffraction sur une surface concave, idée qu'il étudie en théorie et en pratique, et publie Preliminary notice of results accomplished in the manufacture and the theory of concave gratings for optical purposes. Cette idée se révèle payante, et il construit des centaines de ces réseaux pour les vendre à prix coûtant. Rowland utilise ceux de son laboratoire pour établir, avec l'aide d'un assistant, une table des spectres émis par les éléments afin de servir de référence. Il publie ensuite de 1895 à 1897 Preliminary Table of Solar Waves Lengths contenant le spectre solaire le plus complet à l'époque, environ 20 000 raies spectrales de 2 975 à 7 330 Å.

## Sources
- (en) « Henry Augustus Rowland », dans Encyclopædia Britannica [détail de l’édition], 1911 (lire sur Wikisource).
- (en) Astrophysical Journal, vol. 13, p. 241
- (en) Monthly Notices of the Royal Astronomical Society, 1902, p. 245